# Chateauvallon
Chateauvallon (fran. Châteauvallon, 1985) – francusko-włosko-luksembursko-szwajcarsko-brytyjski serial obyczajowy.

## Emisja
Światowa premiera serialu miała miejsce 4 stycznia 1985 r. na francuskim kanale France 2. Ostatni odcinek został wyemitowany 24 maja 1985 r. W Polsce serial nadawany był na antenie TVP2 od 6 maja do 4 listopada 1989 r.

## Obsada
- Jean Davy jako Antonin Berg (wszystkie 26 odcinków)[1]
- Chantal Nobel jako Florence Berg (26)
- Pierre Hatet jako Jean-Jacques Berg (26)
- Georges Marchal jako Gilbert Bossis (26)
- Luc Merenda jako André Travers (26)
- Raymond Pellegrin jako Albertas Kovalic (26)
- Philippe Rouleau jako Philippe Berg (26)
- Denis Savignat jako Armand Berg (26)
- Evelyne Dandry jako Maryse (22)
- Sylvie Fennec jako Thérèse Berg (19)
- Paul Blain jako Teddy Kovalic (17)
- Patrick Burgel jako komisarz Nicolo (21)
- Barbara Cupisti jako Alexandra (26)
- Claude-Oliver Rudolph jako Bernard Kovalic (26)
- Ugo Pagliai jako Artus (26)
- Sylvia Zerbib jako Catherine Kovalic (24)
- Vincent Gauthier jako Julien Berg (22)
- Michel Bonnet (20)
- Philippe Vacher (20)
- Malka Ribowska jako Mathilde (19)
- Jean-Michel Molé jako Melchior (19)
- Marie Keime jako Marie-Lou Berg (16)
- Jérôme Nobécourt (15)
- Serge Sauvion (14)
- Gérard Buhr jako Adrien Jérôme (13)
- Jean-Pierre Leclerc (13)
- Nicolas Tronc (12)
- Michel Weinstadt (11)
- Colette Teissèdre (11)
- François Perrot jako Georges Quentin (10)
- Catherine Alcover jako pani Kovalic (10)